# Saison 2016-2017 de la LCHF
Saison précédente Saison suivante
La saison 2016-2017 est la 10e saison de la Ligue canadienne de hockey féminin (LCHF). La saison régulière voit cinq équipes jouer 24 parties. L'Inferno de Calgary, tenant du titre, remporte la saison régulière avec 40 points, juste devant les Canadiennes de Montréal. Ce sont ces dernières qui remportent la Coupe Clarkson en série éliminatoire pour la quatrième fois.

## Contexte
En l'honneur de la dixième saison de la LCHF, toutes les équipes participent en plus du calendrier de la saison régulière à une série de matchs nommée Heritage Games, l'effectif étant composé d'anciennes joueuses . 

## Saison régulière

### Classement
| Clt   | Équipe                  | PJ | V  | D  | DP | DF | BP  | BC  | Diff  | Pts |
| ----- | ----------------------- | -- | -- | -- | -- | -- | --- | --- | ----- | --- |
| +001, | Inferno de Calgary      | 24 | 20 | 4  | 0  | 0  | 100 | 45  | + 55  | 40  |
| +002, | Canadiennes de Montréal | 24 | 17 | 5  | 2  | 0  | 91  | 48  | + 43  | 36  |
| +003, | Thunder de Brampton     | 24 | 12 | 10 | 1  | 2  | 76  | 63  | + 13  | 26  |
| +004, | Furies de Toronto       | 24 | 9  | 11 | 3  | 1  | 52  | 58  | - 6   | 22  |
| +005, | Blades de Boston        | 24 | 2  | 20 | 1  | 3  | 32  | 137 | - 105 | 6   |

- En gras : vainqueur de la saison régulière, qualifié pour la Coupe Clarkson
- En italique : qualifié pour la Coupe Clarkson

### Statistiques

#### Meilleures pointeuses en saison régulière
Jessica Jones du Thunder de Brampton et Marie-Philip Poulin des Canadiennes de Montréal se retrouve ex æquo en tant que meilleures pointeuses de la saison régulière. La première inscrivant 2 buts de plus que sa rivale et la seconde 2 assistances de plus.
| Joueuse             | Équipe                  | PJ | B  | A  | Pts | +/- | Pun |
| ------------------- | ----------------------- | -- | -- | -- | --- | --- | --- |
| Jess Jones (en)     | Thunder de Brampton     | 24 | 17 | 20 | 37  | +16 | 28  |
| Marie-Philip Poulin | Canadiennes de Montréal | 23 | 15 | 22 | 37  | +24 | 6   |
| Ann-Sophie Bettez   | Canadiennes de Montréal | 24 | 18 | 18 | 36  | +23 | 4   |
| Caroline Ouellette  | Canadiennes de Montréal | 15 | 16 | 20 | 31  | +21 | 4   |
| Brianne Jenner      | Inferno de Calgary      | 20 | 9  | 18 | 27  | +13 | 6   |
| Bailey Bram         | Inferno de Calgary      | 22 | 12 | 12 | 24  | +16 | 14  |
| Laura Stacey        | Thunder de Brampton     | 20 | 11 | 13 | 24  | +15 | 6   |
| Rebecca Johnston    | Inferno de Calgary      | 20 | 7  | 15 | 22  | +7  | 2   |
| Iya Gavrilova       | Inferno de Calgary      | 20 | 11 | 10 | 21  | +17 | 8   |
| Jamie Lee Rattray   | Thunder de Brampton     | 22 | 11 | 10 | 21  | +6  | 28  |

#### Meilleures gardiennes en saison régulière
Ci-après les meilleures gardiennes de la saison régulière ayant joué au moins 480 minutes (un tiers d'une saison réglementaire) .
| Gardienne              | Équipe(s)               | PJ | V  | D  | Pr. | Min   | BC | Moy  | %Arr | Bl |
| ---------------------- | ----------------------- | -- | -- | -- | --- | ----- | -- | ---- | ---- | -- |
| Emerance Maschmeyer    | Inferno de Calgary      | 8  | 5  | 3  | 0   | 484   | 12 | 1,49 | 94,6 | 2  |
| Charline Labonté       | Canadiennes de Montréal | 15 | 11 | 4  | 0   | 902   | 23 | 1,53 | 93,4 | 5  |
| Geneviève Lacasse      | Inferno de Calgary      | 9  | 8  | 1  | 0   | 541   | 18 | 2,00 | 92,1 | 1  |
| Christina Kessler (en) | Furies de Toronto       | 17 | 6  | 11 | 0   | 1 007 | 37 | 2,20 | 92,0 | 1  |
| Erica Howe (en)        | Thunder de Brampton     | 14 | 7  | 5  | 1   | 784   | 29 | 2,22 | 91,9 | 2  |
| Catherine Herron       | Canadiennes de Montréal | 9  | 6  | 3  | 0   | 540   | 22 | 2,45 | 89,3 | 1  |
| Liz Knox (en)          | Furies de Toronto       | 13 | 5  | 6  | 0   | 659   | 29 | 2,64 | 89,9 | 4  |
| Lauren Dahm (en)       | Blades de Boston        | 22 | 2  | 18 | 0   | 1 101 | 98 | 5,34 | 88,2 | 0  |

## Matchs des étoiles
Le match des étoiles se joue le 11 février 2017 au Air Canada Centre, pour la troisième année consécutive. L'équipe blanche affronte l'équipe bleue, respectivement menée par la capitaine Carlee Campbell des Furies de Toronto et Natalie Spooner/Meaghan Mikkelson des Furies et de Calgary. Jill Saulnier inscrit quatre point dont un coup du chapeau tout comme Jess Jones des Thunder et Marie-Philip Poulin des Canadiennes  .

## Séries éliminatoires
La finale de la Coupe Clarkson se déroule pour la seconde fois dans la patinoire des Sénateurs d'Ottawa, le Centre Canadian Tire le 5 mars 2017 .

### Tableau
|  | Demi-finales (au meilleur des trois matchs) | Demi-finales (au meilleur des trois matchs) | Demi-finales (au meilleur des trois matchs) | Demi-finales (au meilleur des trois matchs) |   |          | Finale de la Coupe Clarkson | Finale de la Coupe Clarkson | Finale de la Coupe Clarkson | Finale de la Coupe Clarkson |
|  |                                             |                                             |                                             |                                             |   |          |                             |                             |                             |                             |
|  |                                             |                                             |                                             |                                             |   |          |                             |                             |                             |                             |
|  | 1                                           | Montréal                                    | 2                                           | 2                                           |   |          |                             |                             |                             |                             |
|  | 1                                           | Montréal                                    | 2                                           | 2                                           |   |          |                             |                             |                             |                             |
|  | 4                                           | Brampton                                    | 0                                           | 0                                           |   |          |                             |                             |                             |                             |
|  | 4                                           | Brampton                                    | 0                                           | 0                                           | 4 | Montréal | 3                           | 3                           |                             |                             |
|  |                                             |                                             |                                             |                                             | 4 | Montréal | 3                           | 3                           |                             |                             |
|  |                                             |                                             | 2                                           | Calgary                                     | 1 | 1        |                             |                             |                             |                             |
|  | 2                                           | Calgary                                     | 2                                           | Calgary                                     | 1 | 1        | 2                           | 2                           |                             |                             |
|  | 2                                           | Calgary                                     |                                             |                                             |   |          |                             | 2                           |                             |                             |
|  | 3                                           | Toronto                                     | 1                                           | 1                                           |   |          |                             |                             |                             |                             |
|  | 3                                           | Toronto                                     | 1                                           | 1                                           |   |          |                             |                             |                             |                             |

### Finale
| 5 mars 2017 | Canadiennes de Montréal | 3-1 (1-0, 1-0, 1-1) | Inferno de Calgary | Canadian Tire Centre |

| Feuille de match | Feuille de match                                                                                           | Feuille de match    | Feuille de match                    | Feuille de match |
| ---------------- | --- | ------------------- | ----------------------------------- | ---------------- |
|                  | Clement-Heydra (Marin, Emard) — 12 min 36 s Poulin (Chartrand, Chu) — 5 min 24 s Poulin (Chu) — 18 min 8 s | 1-0 1-1             | - Saulnier (Johnston) — 12 min 57 s |                  |
| Charline Labonté | Gardiens                                                                                                   | Emerance Maschmeyer |                                     |                  |
| 8 min            | Pénalités                                                                                                  | 8 min               |                                     |                  |
| 24               | Tirs | 27                  |                                     |                  |

### Statistiques
| Joueuse                               | Équipe                  | PJ | B | A | Pts | +/- | Pun |
| ------------------------------------- | ----------------------- | -- | - | - | --- | --- | --- |
| Marie-Philip PoulinCaroline Ouellette | Canadiennes de Montréal | 3  | 4 | 2 | 6   | +3  | 0   |
| Cathy Chartrand (en)                  | Canadiennes de Montréal | 3  | 1 | 5 | 6   | +2  | 2   |
| Jenelle Kohanchuk (en)                | Furies de Toronto       | 3  | 4 | 0 | 4   | +1  | 0   |
| Noémie Marin                          | Canadiennes de Montréal | 3  | 1 | 3 | 4   | +2  | 0   |
| Brianne Jenner                        | Inferno de Calgary      | 4  | 1 | 3 | 4   | +1  | 0   |
| Caroline Ouellette                    | Canadiennes de Montréal | 3  | 0 | 4 | 4   | +3  | 0   |

## Effectif champion
L'effectif de Montréal déclaré champion de la Coupe Clarkson est le suivant  :
- Gardiennes de but : Catherine Herron, Charline Labonté
- Défenseures : Lauriane Rougeau, Carly Hill, Cathy Chartrand, Brittany Fouracres, Melanie Desrochers,  Julie Chu, Sophie Brault, Cassandra Poudrier
- Attaquantes : Kim Deschenes, Noémie Marin, Alyssa Sherrard, Caroline Ouellette, Sarah Lefort, Katia Clement-Heydra, Jordanna Peroff, Ann-Sophie Bettez, Marie-Philip Poulin, Marion Allemoz, Emmanuelle Blais, Emilie Bocchia, Leslie Oles, Karell Emard
- Entraîneur : Dany Brunet

## Récompenses
| Trophée                                                 | Vainqueur                                                                      | Finalistes                                                                    |
| ------------------------------------------------------- | ------------------------------------------------------------------------------ | ----------------------------------------------------------------------------- |
| Trophée Angela James Meilleure pointeuse de la saison   | Marie-Philip Poulin (Canadiennes de Montréal) Jess Jones (Thunder de Brampton) | -                                                                             |
| Meilleure joueuse                                       | Marie-Philip Poulin (Canadiennes de Montréal)                                  | Jess Jones (Thunder de Brampton) Brianne Jenner (Inferno de Calgary)          |
| Trophée Jayna Hefford Meilleure joueuse selon ses pairs | Marie-Philip Poulin (Canadiennes de Montréal)                                  | Jess Jones (Thunder de Brampton) Ann-Sophie Bettez (Canadiennes de Montréal)  |
| Gardienne de l'année                                    | Charline Labonté (Canadiennes de Montréal)                                     | Geneviève Lacasse (Inferno de Calgary) Christina Kessler (Furies de Toronto)  |
| Défenseure de l'année                                   | Meaghan Mikkelson-Reid (Inferno de Calgary)                                    | Laura Fortino (Thunder de Brampton) Cathy Chartrand (Canadiennes de Montréal) |
| Recrue de l'année                                       | Laura Stacey (Thunder de Brampton)                                             | Renata Fast (Furies de Toronto) Iya Gavrilova (Inferno de Calgary)            |
| Entraîneur de l'année                                   | Scott Reid (Inferno de Calgary)                                                | Dany Brunet (Canadiennes de Montréal) Brian McCloskey (Blades de Boston)      |
| Prix humanitaire                                        | Jessica Campbell                                                               | -                                                                             |

| Trophée                                                               | Équipe                  |
| --------------------------------------------------------------------- | ----------------------- |
| Trophée Chairman Équipe de la saison régulière avec le plus de points | Inferno de Calgary      |
| Coupe Clarkson Vainqueur des séries                                   | Canadiennes de Montréal |